# 3628 Boznemcova
3628 Boznemcova је астероид главног астероидног појаса чија средња удаљеност од Сунца износи 2,539 астрономских јединица (АЈ).
Апсолутна магнитуда астероида је 12,6.